# Hexatoma subnitens
Hexatoma subnitens är en tvåvingeart som först beskrevs av Edwards 1927.  Hexatoma subnitens ingår i släktet Hexatoma och familjen småharkrankar.
Artens utbredningsområde är Sri Lanka. Inga underarter finns listade i Catalogue of Life.